# Amtsgericht Zusmarshausen
Das Amtsgericht Zusmarshausen war ein von 1879 bis 1959 existierendes bayerisches Gericht der ordentlichen Gerichtsbarkeit mit Sitz in Zusmarshausen.

## Geschichte
Anlässlich der Einführung des Gerichtsverfassungsgesetzes am 1. Oktober 1879 kam es zur Errichtung eines Amtsgerichts in Zusmarshausen, dessen Sprengel die Gemeinden Adelsried, Agawang, Altenmünster, Anried, Aretsried, Auerbach, Baiershofen, Bonstetten, Breitenbronn, Buch, Dinkelscherben, Eppishofen, Ettelried, Fischach, Fleinhausen, Gabelbach, Gabelbachergreut, Grünenbaindt, Häder, Hennhofen, Horgau, Horgauergreut, Kutzenhausen, Lindach, Neumünster, Oberschöneberg, Reitenbuch, Reutern, Ried, Rommelsried, Schönebach, Steinekirch, Streitheim, Unterschöneberg, Ustersbach, Uttenhofen, Vallried, Welden, Willmatshofen, Wollbach, Wollmetshofen, Wörleschwang und Zusmarshausen des vorherigen Landgerichtsbezirks Zusmarshausen beinhaltete. Übergeordnete Instanz war das Landgericht Augsburg.
Nachdem das Amtsgericht Zusmarshausen kriegsbedingt zur Zweigstelle des Amtsgerichts Augsburg herabgestuft und diese Maßnahme im Jahre 1956 bestätigt worden war, wurde diese Zweigstelle durch Verordnung des Bayerischen Staatsministers der Justiz am 1. Juli 1959 aufgehoben.